# Тайрона
Тайрона або чибча-тайрона (taironas/tayronas) — група індіанських племен, що існувала на території сучасної Колумбії з I ст. н. е. Мали складну суспільно-політичну організацію (постала у XV ст. як конфедерація), розвинену культуру, виробництво, торгівлю, землеробство. Була підкорена іспанськими конкістадорами на початку XVII ст. після 75-річної війни. Сьогодні племена коги, вйюа, араукани, іка, канкуамо вважаються нащадками тайрона.

## Поняття
Сам термін «Тайрона» досить довго викликав суперечки серед археологів і антропологів. Він вперше з'явився в роботі іспанського хроніста Антоніо де Еррера. Сам він не бував у Сьєрра Невада.
Ця назва стосується долини річки Дон Дієго і її західних і східних приток, в якій на момент іспанського завоювання жило плем'я тайро, а найбільше місто долини носив ім'я Тайронака, тому й долина часто називалася в іспанських документах долина Тайрона (ісп. Valle de Tairona). Тепер же під цією назвою об'єднують індіанські культури західних і північних схилів Сьєрра-Невади, а також прилеглої до них прибережної смуги.

## Історія

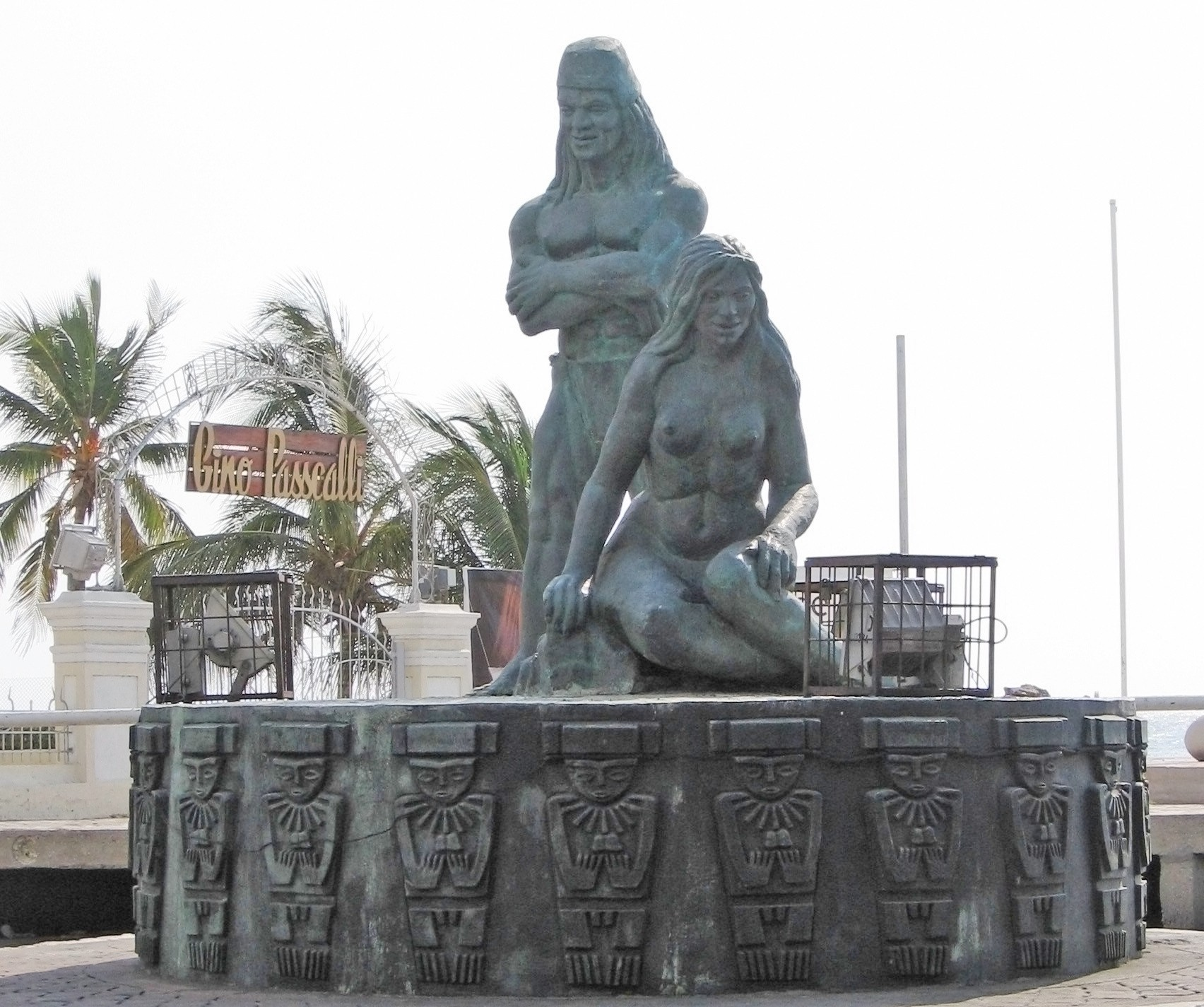
Статуї тайрона

Племена тайрона близько 200 року н. е. зайняли території, що відповідають сучасним землям північного заходу Сьєрра-Невада-де-Санта-Марта на півночі Колумбії. Спочатку оселилися на узбережжі, були потім розширюється місце свого проживання у гірській місцевості, де звели свої міста. До 900 року відбувається поступовий розвиток.
З 900 року, а особливо у XV ст. починається стрімкий розвиток. Водночас тайрона не намагалися розширювати межі своїх земель, мирно співіснували з усіма сусідами.
Перший контакт тайрона з європейцями відбувся у 1498 році, тоді були встановлені торговельні відносини з Іспанією, від імені якої виступав конкістадор Фернандо Гонсалес Ов'єдо. 1525 року проти них виступив іспанський конкістадор Родріго де Бастідас, що заснував місто Санта-Марта, але не досяг підкорення тайрона. З цього моменту до 1599 року тривалі постійні військові сутички, в ході яких тайрона декілька разів спалювали місто Санта-Марта. Для спротиву вони встановили союзницькі відносини з французькими та англійськими піратами.
У 1599—1600 роках проти тайрона почалася потужна військова кампанія на чолі із губернатором Санта-Марти Хуаном Гіралєм Велоном. Йому вдалося завдати поразки тайрона та захопити більшість касиків. В цій ситуації тайрона відступили у гори. 1602 року повстання тайрона вимушений був придушувати Гарсія де Лерма. Загалом напади тайрона на іспанців у лісах та горах тривали до 1650 року.

## Демографія
Іспанські хроністи та конкістадори вказують на значну щільність населення, існування сотень великих і малих міст, кілька тисяч великих будинків у найбільших містах Бонда, Посігейка, Тайронака (засновано бл. 800 року, сьогодні має назву Сьюдад Пердіда), Рікегуейка. Кожне з них в середньому мало 3 тис. мешканців.

## Мова
Належала до родини чибчанських мов. Тому часто їх називають чибча-тайрона.

## Політично-соціальна структура

### Державність
Столицею було місто Тайронака (засновано бл. 800 року, сьогодні має назву Сьюдад Пердіда), яке розташовувалося у верхів'ях річок Кордова та Мендігуака. Фактично тайрона не створила монолітної держави, це було нецентралізоване об'єднання, пов'язане племінною спорідненістю, являла собою конфедерація родів. На верхівці розташовувалася знать, що утворювала вищу раду, з якою рахувався головний вождь (його іспанці називали касік), нижче розташовувався вождь з нижчим статусом, оскільки мав обмежений територіальний характер. Той теж знаходився під впливом знаті. Фактично в кожному місті був свій касік, втім загалом визнававши владу головного касіка. Водночас часто касіки могли підкорятися могутньому жерцю, який мав політичну та сакральну владу.
Водночас процес державності знаходився у розвитку: в X—XV ст. існують складні вождества з трирівневою ієрархією поселень, у XVI ст. територія регіону була поділена між декількома такими вождіствами, а влада вождя при цьому була спадковою. Вождь поєднував військову, політичну та судову функцію. Часто остання була найголовнішою.

### Верстви
Найбільші привілеї мали касіки, їх родичі жрецтво, знать (chagualas). Середню ланку становили голови поселень (mandadores) та їх заступники pregoneros.
Особливе становище мали жерці (наома), шамани (mohanes) та провісники. При цьому перші користувалися більшим впливом ніж світська та військова знать. Шамани відповідали за природні сили, матеріальний і духовний добробут суспільства. На них навчали в спеціальних будинках (без жінок та обмеженим денним світлом), яке тривало з 16 до 20 років. Полягало у визначені волі богів та майбутнього по зіркам та польоту птахів.
Найнижчий статус мали торговці та ремісники. На селі зберігалася родова громада. Значну частину складали простолюдини-землероби.

### Військо
Відрізнялися войовничістю, жагою до свободи, її збереження за будь-яку ціну від загарбників. Їх головною зброєю були луки, стріли, пращі з камінням, видувні трубки або духові рушниці зі тонкими стрілами, дротики і кийки. Застосовували вогняні стріли: бавовну намотували на наконечник, підпалювали та пускали у ворога. Наконечники робили з дерева або хребта ската, він зазвичай був отруйний. Тайрона у сусідів мали славу найкращих і найвправніших лучників.

## Економіка

### Землеробство
На характер обробки землі вплинуло те, що тайрона мешкали в ізольований частині, що є частиною Анд. Їх місцевість за кліматичними умовами докорінно відрізнялася від сусідніх племен та народів. Великою мірою на неї впливав клімат Карибського регіону. Тут розташовуються річки Ранчерія, Сезар, Арігуані, Бонда, Паломіно, Бурітака, висота гір середня — близько 2000 м над рівнем моря, клімат доволі вологий.
Як техніки застосовували тераси, які дозволяли високо підійматися у гору, охоплювати значні площі та при цьому перешкоджали ерозії ґрунту. Іншим засобом, що застосовували землероби тайрона, були штучні зрошувальні канали (іригація), які пов'язувалася з чисельними річками.
У тайрона набуло значного розвитку вирощування маїсу, овочів та фруктів (насамперед відомі були плантаціями юки та авокадо), батат, перець, бобові культури, маніону, бавовоник, поширено річкове та прибережне рибальство (у великій кількості заготовляли сушену рибу), полювання на оленів та птахів. Їх область була потужним місцем виробництво меду. Вони тримали значні пасіки, в яких кількість вуликів доходило до 8000. З фруктів та маїсу робилися алкогольні напої.

### Корисні копалини
Землі тайрона не були багаті на сіль. Вони її добували випарюючи морську воду, отримували таким чином сіль з океану. В значній кількості добували мідь, кварц, сланець, граніт, жадеїт.

### Обробка металів та каміння
Було досить широко поширено ливарство, особливого розвитку воно досягло у 2-й пол. XV-напочатку XVI ст. Технічна оборобка металів була ковкою, литтям у відкритих і закритих формах, тисненням, сплавом. При литті застосовували моделі (форми) для виробів. Продукція мала вигляд різних інструментів, наконечників для стріл та дротиків, масок тварин, прикрас для головних уборів, дисків, дзвіночків.
З каміння робили побутові, військові та ритуальні сокири, мотиги, ковальські інструменти, стамески, шліфувальні та полірувальні камені, кульки для намиста, сережки. Робилися рельєфні витвори для будівель та великого посуду, на яких зображували людей або тварин, зазвичай птахів і пум.

### Ювелірне мистецтво
Знані як майстри з обробки золота та коштовного каміння. Основою було золото, також використовували сплав міді й золота знаний як тумбага.

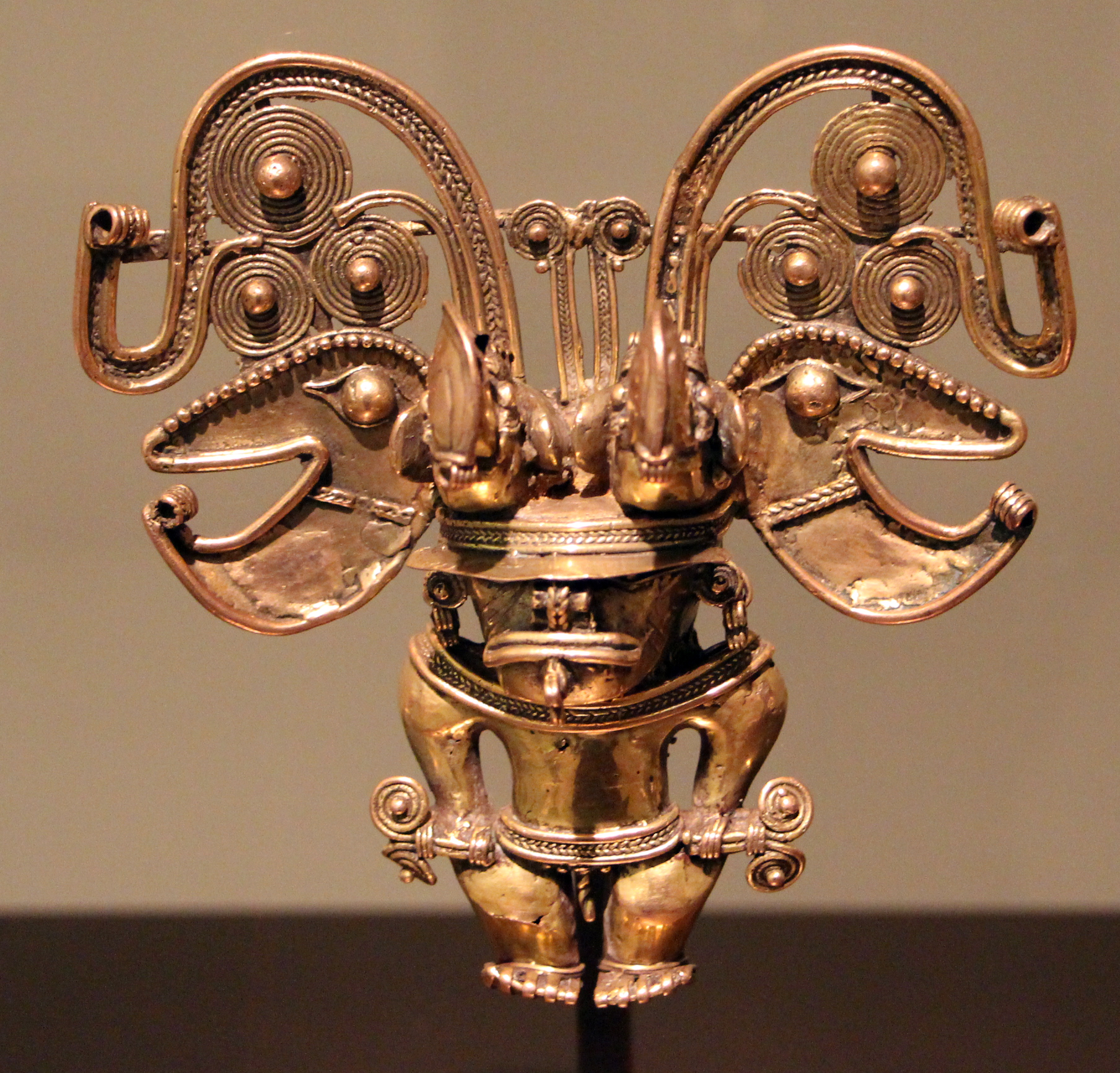
Золота підвіска

В перший період (з 200 до 900 роки, або Науанге) для знаті виготовлялися золоті нагрудні знаки з різьбленням міфічних та героїчних подій тайрона. Крім того, на них зображували птахів, сонце, змій з двома головами, а з тумбаги — пекторалі та кільця для носа. Їх прикрашали точками, колами, трикутниками, схематичними тваринами, двоголовими зміями.
Для другого періоду (з 900 року, Класичний Тайрона) характерно створення золотих діадем на лоб, підвісок й пекторалів у форми птаха з розкритими крилами або сонця, намиста, сережки, гребені з пір'ям зі вставленими серболіками, яшмою та смарагдами, циліндричні кільця для носа. Для шаманів створювалися прикраси з зображенням напівтварин-напівлюдей у великих головних уборах.

### Гончарство
Матеріал для гончарства являв собою бруд та глину.
Розрізняють 3 різних види кераміки за кольором: чорним, червоним або жовто-коричневим, що датуються періодом з 900 до 1650 року. Створювалися вони спочатку під впливом культури Неуанге. Кераміка прототайрон (або протоісторична) охоплює період від 200 до 900 року.
Червона (або Тайрон I) характеризується доволі грубими формами, великими вазами, урнами та чашками, тарілки та миски присутні в невеликій кількості. Великі ємності зверху прикрашені обличчями людей, прикрашені червоні плямочками, точками.
Чорна кераміка (або Тайрон II) більш якісна, урочиста, зовнішня сторона блискуча, у них є підставка та витягнута шия (довжина різниться), посуд кулястої форми або з ручками. Розписано антропоморфними фігурами, проте значно яскравіше ніж в червоній кераміці, в більш ошатному вбрані та головних уборах.

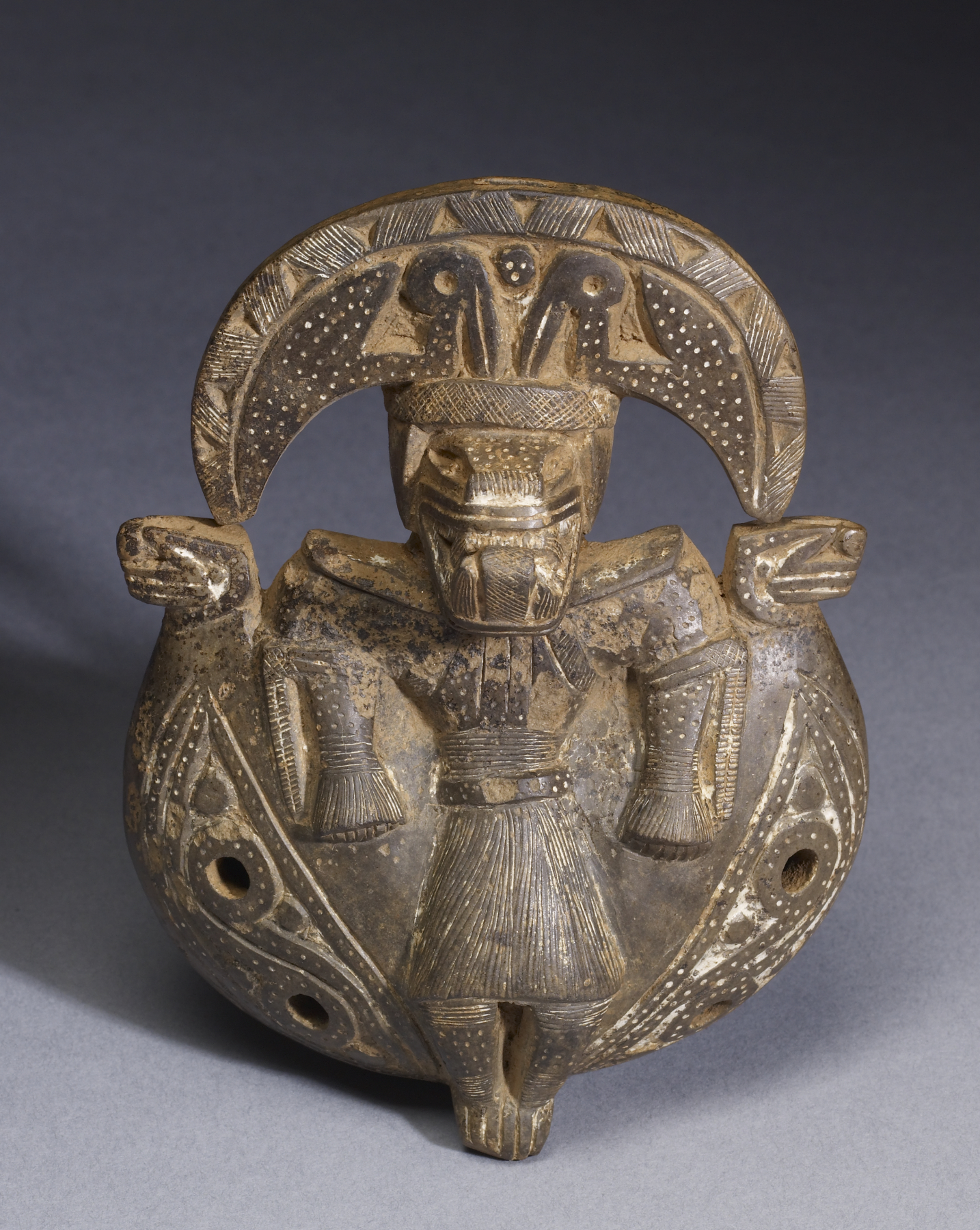
Керамічна Окарина з зооморфною фігурою

Жовто-коричнева кераміка (або Класичний Тайрон) представлена високими ємностями заввишки в 1 м циліндричної та сферичної форми, з антропоморфними і зооморфними фігурами. Перелік виробів перевищує дві попередні кераміки, зокорема в цьому стилі виготовлявся посуд (побутовий, святковий та ритуальний), музичні інструменти, якість їх також більш досконала.

### Ткацтво
Займалися насамперед виготовленням одягу з бавовни, також створювали різного розміру килимки, на яких зазвичай зображували геометричні фігури та пум, орлів і змій. Вироби з тканин доповнялися вставками з золотих виробів, кристалів кварцу, обробленої яшми, корала, вправлених в золото. Крім того, створювалися гамаки, різні намети.
Іншим матеріалом, з якого тайрона ткали речі були пташині пір'я. Вони працювали в техніці мозаїки з пір'я (на відміну від ацтеків у тайрона вона ближче була до ткацтва ніж до живопису). Застосовувалося перо папуг, індиків. Ними прикрашалися церемоніальні шати, накидки, плащі, діадеми володарів та головні убори знаті, з них створювалися опахала.

### Торгівля
Торговельні відносили були доволі жваві як між містами тайрона, так й іншими племенами. Процес торгівлі мав вигляд обміну товарами. Тайрона експортували вироби з золота, бавовну, морську сіль, рибу, фрукти і мед. Натомість отримували вироби з бавовни, коштовне каміння (смарагди та нефрит) та золото. Значні обсяги торгівлі тайрона були з муїсками.
Для поліпшення торгівлі було розбудовано чисельні шляхи та створені підвісні мости. Якість шляхів тайрона була така, що нагадувала асфальтовані дороги.

## Культура

### Архітектура
Оселі зводилися на штучних терасах, до яких йшли дороги або кам'яні ступені. Будинки були зведені переважно з масивної деревини або глинобитні хатини з солом'яними дахами конічної форми з діаметром 4-12 м. Двері прикрашали низками равликів, що висіли на ниткам (робилися з ліан) й видавали гармонійне звучання. Меблі були циновками, зробленими з очерету або пофарбованими килимками з бавовняної тканини.

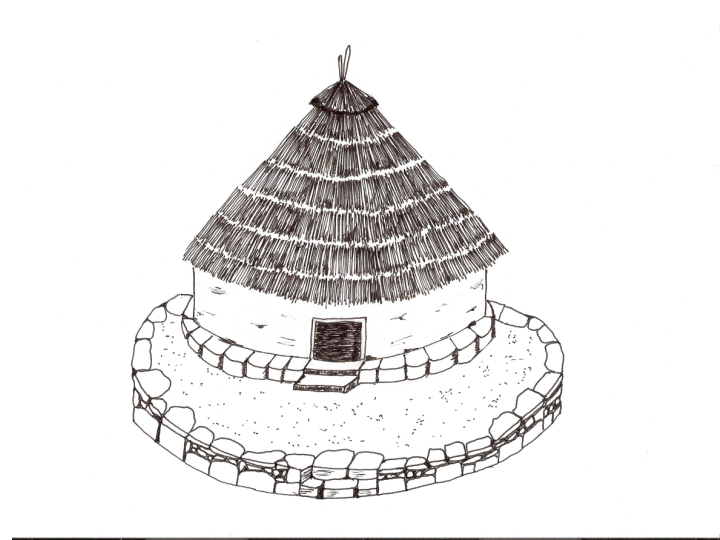
Оселя тайрона

Дослідники вирізняють три стилі таких терас тайрона для будинків:
- складається з простого круглого кам'яного кільця майже без будь-якого розміру, не дуже добре з'єднані один з одним і утворюють переривчасту поверхню. Вони знаходилися в місцях на деякій відстані від центру поселення.
- складається з 2 кілець: зовнішнього — тонкої, симетрично різьбленої плити, що розташовані вертикально глибоко вкопані, добре з'єднані разом. Друге кільце всередині перших плит знаходиться горизонтально на рівні підлоги кімнаті. Іноді присутня третя група кілець, що розташована у шаховому порядку. Загалом конструкція виконана у вигляді круглої ступінчастої піраміди, яка є основою для усієї будівлі, доступ до якої, можливий з двох протилежних дверей.
- третій тип схожий на другий, але відрізняється більш досконалою роботою. Горизонтальні плити внутрішніх кілець тонкіше та утворюють ідеальне коло. Зовнішні кільця висічені з шести сторін, що дозволяла утворювати не лише двері, а й округлі вікна. Зустрічається лише в найбільш населених районах.

Існували в тайрона також суцільно кам'яні будинки: прикладом є старовинне поселення знане як Бурітака 200. Тут з каменю зроблено усе — сходи, стіни, платформи, канали, дренажні системи.
Основу міст складали центральні площі, що мали трикутну форму. До них вели широкі та прямі вулиці. Оселі поділялися на звичайні (для ремісників та торговців) та великі (для знаті). В останніх могло поміститися з конфортом до 300 осіб.

### Скульптура
Були знані як майстри з обробки каміння. Створювали різних ідолів, церемоніальних стовпів, масок у вигляді кажанів.

### Одяг і прикраси
Основу одягу складали довгі бавовняні сорочки, при цьому плечі залишалися відкритими. У жінок додавалося широка тканина на кшталт шарфу або хустки, яку вони накидали зверху на голову чи плечі, мали також спідницю. При цьому тайрона, що мешкали у горах мали сорочки, накидки, а прибережні лише настегнову пов'язку, прикрашену малюнком або золотом. При цьому не існувало заборони на носіння золотих або інших прикрас, окрім знаті, на це мали право усі тайрона.
Прикраси складалися з золотого кільця для носа, що мало форму кільця або напівмісяця, нагрудних різьблених знаків, намиста з кулонів та бісеру, браслетів та підвісок (останні два носили переважно жінки).
Усі тайрона, особливо знать, полюбляла себе розписувати спеціальною червоною фарбою — annatto.

### Поховання
Небіжчиків тайрона ховали на спеціальних кладовищах. Могили були прямокутними, зверху вкриті майолікою, орнаментом з огранованого каміння. Заможні та знатні будували гробниці з бічними камерами. Померлих спалювали, а попіл клали в керамічні урни (інколи туди клали сидячих мерців), які заривали у могили або ставили в гробницях.
Також існували поховання в склепах, де пов'язані трупи «всідалися на лавки» зі стрілами і луками в руках, а їхні тіла одягалися і прикрашалися золотом, намистом з каменів, кістки, мушель, навколо них розставлялися посудини з питвом та їжею.

## Міфологія
Про вірування замало інформації. Відомо, що тайрона поклонялися божествам у чоловічій та жіночій подобах, зіркам. найголовнішою була Гаутеован, мати всіх речей, творець сонця, Пейко, хто навчив всьому народ тайрона. Також поклонялися дитині, народженій від діви, яка залишилася під землею, вірили у потойбічне життя. Серед міфів тайрона присутній міф про велику повінь (на кшталт біблійного потопу).
Присутні численні релігійні церемонії, що супроводжувалися співами та танцями під музику. Практикувалась ритуальна гомосексуальність в храмах та поклоніння фалосу.